# 法拉克普尔
法拉克普尔（Farakhpur），是印度哈里亚纳邦Yamunanagar县的一个城镇。总人口8738（2001年）。

## 人口
该地2001年总人口8738人，其中男性4704人，女性4034人；0—6岁人口1128人，其中男644人，女484人；识字率73.66%，其中男性为79.49%，女性为66.86%。